# Provinz Mimasaka

Karte der japanischen Provinzen, Mimasaka rot markiert

Mimasaka (jap. 美作国, Mimasaka no kuni) oder Sakushū (作州) war eine der historischen Provinzen Japans. Sie lag auf der Insel Honshū im nordöstlichen Teil der heutigen Präfektur Okayama. Mimasaka grenzte an die Provinzen Bitchū, Bizen, Harima, Hōki und Inaba.

## Geschichte
Mimasaka entstand im dritten Monat des sechsten Jahres der Wadō-Ära (713) als Ausgliederung aus der Provinz Bizen. Die alte Provinzhauptstadt (kokufu) befand sich im heutigen Tsuyama. Während der Edo-Zeit befand sich hier das Lehen (han) Tsuyama, dessen Hauptburg sich ebenfalls in Tsuyama befand.

## Gliederung im 19. Jahrhundert

### Geographisch/statistisch
Die Provinz Mimasaka bestand in der späten frühen Neuzeit aus folgenden Landkreisen (kōri/-gun):
- Aida (英田郡)
- Kumehokujō (久米北条郡), 1900[1] zu Kume (久米郡 -gun)
- Kumenanjō (久米南条郡), 1900 zu Kume
- Mashima (真島郡), 1900 zu Maniwa (真庭郡 -gun)
- Ōba (大庭郡), 1900 zu Maniwa
- Saihokujō (西北条郡), 1900 zu Tomata (苫田郡 -gun)
- Saisaijō (西西条郡), 1900 zu Tomata
- Shōboku (勝北郡), 1900 zu Katsuta (勝田郡 -gun)
- Shōnan (勝南郡), 1900 zu Katsuta
- Tōhokujō (東北条郡), 1900 zu Tomata
- Tōnanjō (東南条郡), 1900 zu Tomata
- Yoshino (吉野郡), 1900 zu Aida

### Politisch (Auswahl)
Zum Ende der Edo-Zeit unmittelbar vor der Meiji-Restauration waren einige wichtige Herrschaftsgebiete in Mimasaka:
- Shogunatsterritorien (bakuryō) in zehn der zwölf Landkreise, hauptsächlich unter den Shogunatsverwaltern (daikan/bugyō) Kurashiki und Ikuno, andere Gebiete unter Verwaltung örtlicher Fürsten; in der Meiji-Restauration 1868 zunächst hauptsächlich Präfektur Kurashiki und Präfektur Ikuno, deren in Mimasaka gelegenen Teile 1871 unter Abtretung von anderen Territorien an andere Präfekturen zur Präfektur Hokujō
- Fürstentum Tsuyama mit Territorium in zehn Landkreisen von Mimasaka, Sitz auf der Burg Tsuyama im Kreis Saihokujō; in der Restauration Präfektur Tsuyama, dann zur Präfektur Hokujō
- Fürstentum [Mimasaka-]Katsuyama bzw. Mashima mit Territorium hauptsächlich im Kreis Mashima und Sitz auf der Burg Katsuyama im Kreis Mashima; in der Restauration Präfektur Mashima, dann zur Präfektur Hokujō
- Fürstentum Tazuta mit Sitz im Kreis Kume-Hokujō, das erst 1867 in den Vorwehen der Meiji-Restauration geschaffen worden war, nachdem Chōshū während der gescheiterten Zweiten Chōshū-Expedition des Shogunats Hamada (Sitz & Hauptterritorium in der Provinz Iwami) bis auf diese vorherige Exklave erobert hatte; in der Restauration Präfektur Tazuta, dann zur Präfektur Hokujō
- Territorium in mehreren Kreisen von Mimasaka des Fürstentums Tatsuno mit Sitz in der benachbarten Provinz Harima; in der Restauration zur Präfektur Tazuta, dann zur Präfektur Hokujō
- Territorium im Kreis Yoshino des Fürstentums Akashi mit Sitz in der benachbarten Provinz Harima; in der Restauration Präfektur Akashi, dann zur Präfektur Hokujō
- Exklave des Fürstentums Numata (Sitz in der Provinz Kōzuke) in drei Kreisen von Mimasaka; in der Restauration Präfektur Numata, die Exklave dann zur Präfektur Hokujō